# Bunyodkor Taszkent
Bunyodkor Taszkent (uzb. «Bunyodkor» (Toshkent) professional futbol klubi, ros. Профессиональный футбольный клуб «Бунёдкор» Ташкент, Profiessionalnyj Futbolnyj Kłub „Buniodkor” Taszkient) – uzbecki klub piłkarski z siedzibą w stolicy kraju, Taszkencie, grający obecnie w pierwszej lidze.

## Historia
Chronologia nazw:
- od 2005: Neftgazmontaj-Quruvchi Taszkent
- przed 2007: Quruvchi Taszkent
- od 2008: Bunyodkor Taszkent

Bunyodkor (uzb. twórca) został założony 6 lipca 2005, pod nazwą Neftgazmontaj-Quruvchi (skrót Kuruvchi, uzb. budowniczy). W 2005 r. klub grał w Regionalnych Mistrzostwach Taszkentu regionu, po czym awansował na drugi poziom ligi uzbeckiej. Rok później Bunyodkor wygrał te rozgrywki i zapewnił sobie awans do ekstraklasy uzbeckiej rozgrywając 38 meczów (27 zwycięstw, 5 remisów, 6 porażek).
Uzbecka ekstraklasa 2007 była dla Bunyodkoru debiutem w najwyższej klasy rozgrywkowej w Uzbekistanie. Klub zakończył rozgrywki Oʻzbekiston PFL w sezonie 2007/08 na 2. miejscu i zakwalifikował się do Azjatyckiej Ligi Mistrzów 2008, gdzie był głównym faworytem do zwycięstwa. Klub obecną nazwę nosi od sierpnia 2008; wcześniej nazywał się PFC Kuruvchi.
25 sierpnia 2008 roku nowym zawodnikiem klubu został piłkarz światowej sławy, brazylijski napastnik AEK-u Ateny i FC Barcelony Rivaldo, który podpisał z klubem dwuletni kontrakt wart 14 000 000 dolarów.
Jak podaje oficjalna strona, nowym menedżerem klubu został Luiz Felipe Scolari.
14 lipca 2008 klub ogłosił na swojej oficjalnej stronie internetowej, że podpisał z gwiazdą FC Barcelony, Samuelem Eto’o, kontrakt na sześć miesięcy. Potwierdził to dyrektor sportowy klubu, Bahtier Babayev. Powiedział również, że transfer miał miejsce ze względu na dobre stosunki między prezesami obu klubów. Informacje te zdementował rzecznik prasowy FC Barcelony.
W dniu 16 lipca 2008 uzbeckie radio „Maxima” podało, że Samuel Eto’o wraz ze sztabem szkoleniowym FC Barcelony pojechał do Taszkentu na rozmowy z Uzbecką Federacją Piłkarską w celu promowania piłki nożnej w Uzbekistanie (Barcelona i Bunyodkor corocznie prowadzą zajęcia piłki nożnej wśród młodzieży).

## Informacje ogólne
- Pełna nazwa:  Bunyodkor Taszkent
- Data założenia:  6 lipca 2005
- Barwy:  niebiesko-czarne.

Stadion
- Nazwa: Stadion Bunyodkoru Taszkent
- otwarty: 2012
- pojemność: 34 tys.

## Sukcesy
- mistrzostwo kraju Oʻzbekiston PFL – 2008, 2009, 2010, 2011, 2013
- 2.miejsce w Oʻzbekiston PFL – 2007, 2012, 2016
- awans do Oʻzbekiston PFL – 2006
- Puchar Uzbekistanu – 2008, 2010, 2012, 2013
- Finał pucharu Uzbekistanu – 2007, 2009, 2014, 2015, 2017